# جاك إس. بلانتون
جاك إس. بلانتون (بالإنجليزية: Jack S. Blanton)‏ هو مسير أعمال أمريكي، ولد في 7 ديسمبر 1927، وتوفي في 28 ديسمبر 2013 في غالفستون في الولايات المتحدة.